# Ueno Chizuko
Ueno Chizuko (上野 千鶴子, Ueno Chizuko) (12 de juliol de 1948, Kanazawa, Ishikawa) és una filòsofa, sociòloga, professora i feminista japonesa.

## Vida
Ueno va ser criada en un ambient cristià, cosa molt inusual al Japó, ja que només l'1 % de la població japonesa és cristiana. El seu pare que "era un sexista absolut" segons va declarar en una entrevista al diari The Japan Times, tenia poques expectatives sobre ella, i gràcies a això li va donar "permís" de "fer el que volgués", va decidir estudiar sociologia a la Universitat de Kyoto, on va participar en les protestes estudiantils de 1960 de la Federació Japonesa d'Associacions Estudiantils (Zengakuren).

## Carrera
De 1979 a 1989 va ser professora associada a la Universitat Heian Jogakuin. De 1989 a 1994, professora en el Departament d'Humanitats a la Universitat de Kyoto Seika. De 1982 a 1984 va ser becària als Estats Units, i de 1996 a 1997 convidada de la Universitat de Colúmbia. El 1993 va rebre una invitació de la Universitat de Tòquio.
Va ser professora convidada a la Universitat de Ritsumeikan Universitat i professora emèrita a la Universitat de Tòquio.
És directora de la Xarxa d'Acció de les Dones (WAN) al Japó.
La seva línia de recerca inclou teoria feminista, sociologia familiar, i la història de les dones. Ha contribuït molt als estudis de gènere al Japó. Juga una funció central per crear el camp d'estudis de gènere en l'acadèmia japonesa.
Ueno és una crítica incisiva del revisionisme de la postguerra i critica la manipulació de la història japonesa, els intents de justificació dels seus colonialisme, les atrocitats en temps de guerra i el racisme abans i després de la Segona Guerra Mundial. En particular, va pugnar per la compensació de dones coreanes que van ser forçades a prostituir-se per l'Imperi Japonès.
Ha influït a postmodernistes com Karatani Kojin, Akira Rostida, i Noriko Mizutani.
El 1993 va participar, en el Colegio de México, amb professores del Centre d'Estudis d'Àsia i Àfrica, Michiko Tanaka, Yoshie Awaihara, entre d'altres acadèmiques, i la publicació d'un llibre titulat Voces de las mujeres japonesas, compilació que recollia els estudis de diferents especialistes sobre el tema del feminisme al Japó.
| «                   | …Chizuko Ueno, principal motor d'aquesta antologia, va dictar una conferència en la qual va exposar el context, els criteris i l'estructura del pensament feminista al Japó | » |
| — Cristina Palomar, | |   |

## Publicacions
- The Modern Family in Japan: Its Rise and Fall. Victoria, Australia: Trans Pacific Press. 2009. ISBN 978-1876843625. (publicat primer en japonès el 1994)
- The Politics of Memory: Nation, Individual and Self. History & Memory. (publicat primer en japonès)
- Nationalism and Gender. Victoria, Austràlia: Trans Pacific Press. 2004. ISBN 978-1876843595.